# Municipio de Palmyra (condado de Pike)
El municipio de Palmyra (en inglés: Palmyra Township) es un municipio ubicado en el condado de Pike en el estado estadounidense de Pensilvania. En el año 2000 tenía una población de 3.145 habitantes y una densidad poblacional de 35 personas por km².

## Geografía
El municipio de Palmyra se encuentra ubicado en las coordenadas 41°23′00″N 75°15′05″O / 41.38333, -75.25139.

## Demografía
Según la Oficina del Censo en 2000 los ingresos medios por hogar en la localidad eran de $39,414 y los ingresos medios por familia eran $44,537. Los hombres tenían unos ingresos medios de $33,846 frente a los $23,224 para las mujeres. La renta per cápita para la localidad era de $20,110. Alrededor del 8,8% de la población estaban por debajo del umbral de pobreza.